# 丸興
丸興（まるこう）は、かつて存在した日本の月賦百貨店大手の一つで、業界初の上場企業となった企業である。
第2次世界大戦後の月賦ブームに乗って成長し、丸井や緑屋と共に一時は月賦業界の御三家と並び称された。

## 歴史・概要

### 不動産業から月賦販売へ
1947年（昭和22年）11月15日にシベリアから復員した佐藤治郎が多田公人と共に、亀戸駅前で「建工社」として不動産業を創業して約18m2の庶民向けの住宅販売を手掛けたのが始まりである。
その後、娯楽を欲するようになったものの、お金の無い人々を相手にラジオの月賦で売る形で、月賦販売事業に参入した。
そして、1949年（昭和24年）衣料品の配給切符の廃止を受けて衣料品の販売事業に参入するため、ラジオ店と隣接する形で半年間家具の月賦販売店を行っていた徳生忠常と1950年（昭和25年）9月11日に「建工社」が50万円を出資して資本金100万円で「株式会社丸興」を設立し、家具と衣料品を扱う月賦店を開業した。

### 多店化して月賦百貨店初の上場へ
1951年（昭和26年）6月に千葉支店を初の支店として開設したのを皮切りに、京葉工業地帯の発展に合わせる形で、墨東地区から千葉県内を地盤として出店を進めた。
佐藤の甥から当社の株式の約7分の1を取得したオリエンタル証券から上場を進められ、1961年（昭和36年）8月1日に株式を店頭公開し、月賦百貨店業界初の上場企業となった。
1969年（昭和44年）9月に「モバラ丸興」と業務提携して傘下に入れ、同年11月に「正金百貨店」と業務提携して傘下に入れた。
1970年（昭和45年）7月に東証一部に指定替えとなった。

### 月賦百貨店の伸び悩みと提携による再建
百貨店が割賦販売を採用し、大手スーパーがクレジットへ進出したことなどの影響で、1970年（昭和45年）頃には洗濯機などの家電製品の販売における月賦百貨店の優位性が薄れたことから、当社も現金販売の比率を高めて大型小売店舗への脱却を図ることとした。
その1号店として1970年（昭和45年）3月21日に大阪市に大阪十三店を開店した。
1970年（昭和45年）12月に高島屋と業務提携をした。
1971年（昭和46年）6月に本店内に「丸興旅行センター」を開設して海外旅行の月賦販売を開始した。
1972年（昭和47年）にクラレ不動産と資本・業務提携を行い、同社から役員の派遣を受けて再建を目指した。
1974年（昭和49年）8月に小型店の家電量販店への業態転換を開始し、デンキランドの店名で出店を開始した。
しかし、クラレ不動産との提携による経営再建が上手くいかなかったことから、1977年（昭和52年）3月8日にジャスコと資本・業務提携を行い、創業社長の佐藤治郎と当時の筆頭株主だったクラレ不動産から310万株をジャスコが取得して新たな筆頭株主となった。
同年10月に提携したジャスコ系の扇屋ジャスコ松戸ホームセンターの店舗跡に出店した。
1978年（昭和53年）に眼鏡専門店の「アイクリス」1号店を出店を開始した。

### ダイエーの傘下に入り、ダイエーファイナンスへ
1983年（昭和58年）2月にダイエー系の「朝日クレジット」と資本・業務提携を行って再建を目指した。
1984年（昭和59年）7月1日にダイエー系の「朝日クレジット」と合併した。
1986年（昭和61年）3月に「株式会社彩季」を設立して眼鏡専門店「めがねギャラリー」を分離し、同年9月に呉服専門店「きのはな」を分離独立させた。
1987年（昭和62年）9月1日に商号を「ダイエーファイナンス」に変更すると共に本社を品川区に移転し、「丸興」としての歴史に終止符を打った。

## 過去に存在した店舗

### 東京都

#### 亀戸
- 亀戸店 → リブ亀戸店（江東区亀戸5-1-1[32]、1962年（昭和37年）7月5日[33] - ?閉店）
敷地面積779m2[32]、延べ床面積3,777m2[32]、店舗面積3,293.40m2[34]。

- 亀戸家具店 → 亀戸店インテリアプラザ（江東区亀戸1-40-2[35][2][5]、1959年（昭和34年）3月開店[4]）
本社が置かれていた[1]。
- デンキランド亀戸店（江東区亀戸1-40-2[36]、1980年（昭和55年）3月開店[37]）
店舗面積約1,818m2[37]。

- 亀戸五ノ橋店（江東区亀戸町6-14[38]）

- めがねギャラリー亀戸店（江東区亀戸[39]、1980年（昭和55年）9月開店[39]）
店舗面積63m2[39]。

- きのはな亀戸店（江東区亀戸5-1-1 リブ亀戸店3F[32]、1981年（昭和56年）9月開店[39]）
店舗面積99m2[39]。

#### 小岩
- 小岩店（葛飾区南小岩6-30-10[40][41]、1958年（昭和33年）3月開店[4]）
店舗面積約1,135m2[42]。

- 小岩家具店（葛飾区南小岩7-22-10[40][41]）

- デンキランド小岩店（江戸川区南小岩6-30-10[43]、1982年（昭和57年）11月[44]）
店舗面積約657m2[44][43]。

- メルヘン小岩店（葛飾区南小岩7-22-10[34]）

- アイクリス小岩店[45] → めがねギャラリー小岩南口店（葛飾区南小岩7-27-2[46]、1979年（昭和54年）7月開店[45][39]）
店舗面積96m2[39]。

#### 新小岩
- 新小岩店 → リブ新小岩店（葛飾区新小岩2-1-2[32]（旧・2-1-23[40]）、1952年（昭和27年）4月開店[4]）
敷地面積835m2[32]、延べ床面積1,498m2[32]、店舗面積約1,102m2[39]。

- 新小岩家具店（葛飾区新小岩1-49-10[40]（旧・葛飾区下小松町1348[47]）、1963年（昭和38年）3月開店[48]）

- デンキランド新小岩店（葛飾区新小岩1-49-10[42]、1975年（昭和50年）9月27日開店[49]）
店舗面積約218m2[42]。

- デンキランド新小岩駅前店（葛飾区新小岩2-1-2 リブ新小岩店1F[50]、1981年（昭和56年）6月開店[39]）
店舗面積462m2[39]。

- めがねギャラリー新小岩店（葛飾区新小岩1-48-3関ビル[51]、1980年（昭和55年）9月開店[39]）
店舗面積63m2[39]。

- めがねギャラリー新小岩銀座店（葛飾区新小岩1-48-3[50]、1981年（昭和56年）4月開店[39]）
店舗面積106m2[50]。

- きのはな新小岩店（葛飾区新小岩2-1-2 リブ新小岩店6F[50]、1981年（昭和56年）9月開店[39]）
店舗面積122m2[50]。

#### 金町
- 金町店 → リブ金町店（葛飾区金町6-2-10[40][5]、1967年（昭和42年）4月1日開店[52] - 閉店）
鉄筋コンクリート造・地上4階建て塔屋1階[53]、延べ床面積約3,762m2[53]
敷地面積2,552m2[32]、延べ床面積3,749m2[32]、店舗面積約2,405.70m2[34] → 約2,145m2[44]。

- アイクリス金町店[45] → めがねギャラリー金町店（葛飾区金町6-2-10[46]、1979年（昭和54年）3月開店[45][39]）
店舗面積142m2[39]。

- きのはな金町店（葛飾区金町6-2-10 リブ金町店3F[32]、1981年（昭和56年）9月開店[39]）
店舗面積92m2[39]。

#### 立石・葛西
- 立石店（葛飾区立石1-20-7[40][2]、1964年（昭和39年）9月開店[54]）

- めがねギャラリー葛西店（江戸川区西葛西3-9-19 葛西ショッピングセンター3F[55]、1982年（昭和57年）11月30日開店[55]）

#### 京島
- 京島橘通店 → 京島店（墨田区京島3-52-5[1][41]）
敷地面積約330m2[56]、延べ床面積約270m2[56]、店舗面積約231m2[42]。

- デンキランド京島店（墨田区京島3-52-5[57]、1980年（昭和55年）4月[44]）
店舗面積約234m2[44]。

#### 山手
- めがねギャラリー学芸大学店（目黒区[39]、1980年（昭和55年）10月開店[39]）
店舗面積66m2[39]。

- めがねギャラリー荻窪店（杉並区上荻1-9-1 荻窪タウンセブン6階[58]、1981年（昭和56年）9月30日開店[59]）
店舗面積102m2[39][58]。

- めがねギャラリープランタン銀座店[60]（中央区銀座3-2-1[61]）
- めがねギャラリー下北沢店[60]（世田谷区）
- めがねギャラリー武蔵小山店[60]（品川区）

### 千葉県

#### 千葉市
- 千葉店（千葉市中央3-3-9[62]（現・千葉市中央区中央3-3-9）、1951年（昭和26年）6月開店[4]）
地下1階地上4階建て[63]、売場面積約1,798.50m2[34]。
1962年（昭和37年）4月に増築した[4]。
- 千葉栄町店（千葉市栄町113[1][47]

- デンキランド千葉店（千葉市中央3-3-9[64]、1980年（昭和55年）6月[39]）
店舗面積約1,538m2[39]。

- めがねギャラリー千葉中央店（千葉市中央[65]、1980年（昭和55年）6月開店[65]）
店舗面積約119m2[65]。

#### 習志野市
- 大久保店（習志野市大久保1-21-10[35]、1963年（昭和38年）9月開店[66] - 1979年（昭和54年）7月閉店[45]）
店舗面積約1,010m2[35]。

- デンキランド大久保店（習志野市大久保1-21-10[67]、1980年（昭和55年）5月[44]）
店舗面積約264m2[37]。

#### 船橋市
- 津田沼店（船橋市前原西2-18-18[40]、1963年（昭和38年）3月開店[48]）

- デンキランド津田沼店（習志野市津田沼町1-1928-4[42]、1974年（昭和49年）9月[44]）
店舗面積約284m2[44]。

- 船橋店[35] → 船橋店A館[34]（船橋市本町4-41-19[35][34]、1956年（昭和31年）12月開店[4]）
敷地面積約660m2[56]、店舗面積約2,066m2[35]。

- 船橋電器センター（船橋市本町2-1767[1][47]）

- 船橋店B館[34] → デンキランド船橋店[68]（船橋市本町3-3-4[34][68]）
売場面積約3,003m2[69] → 約1,205m2[37]。
1975年（昭和50年）5月に撤退した松屋から店舗の譲渡を受けて船橋市街地改造公社所有地の[70]本町セントラルビルに出店していた[69][68]。
1979年（昭和54年）3月に家電量販店の「デンキランド」に業態転換した[71]。

- アイクリス高根木戸店[45] → めがねギャラリー高根木戸店（船橋市習志野台1-1-5[46]、1979年（昭和54年）12月開店[45][39]）
店舗面積106m2[39]。

#### 市川市・浦安市
- 本八幡店 → リブ本八幡店（市川市八幡町2-15-13[40][41]、1952年（昭和27年）10月開店[4]）
店舗面積約3,329.70m2[34] → 約3,746m2[44]。

- 本八幡電器センター → デンキランド本八幡店（市川市八幡町2-15-10[41]、1981年（昭和56年）5月[44]）
店舗面積約759m2[44]。

- アイクリス本八幡店[45] → めがねギャラリー本八幡店（市川市八幡2-15-10[46]、1979年（昭和54年）8月開店[45][39]）
店舗面積73m2[39]。

- 本八幡呉服店[37] → きのはな本八幡店[39]（市川市八幡2-15-10パチオビル3F[72]、1980年（昭和55年）9月開店[37]）
店舗面積132m2[37][39]。

- めがねギャラリー行徳店（市川市[39]、1980年（昭和55年）9月開店[39]）
店舗面積129m2[39]。

- デンキランド浦安店（浦安市猫実1-21-32[73]、1982年（昭和57年）11月開店[44]）
店舗面積約495m2[44]。

#### 松戸市
- 松戸店 → デンキランド松戸店（松戸市松戸1-1231[74]、1979年（昭和54年）3月[45][44]）
店舗面積約802m2[44]。
1979年（昭和54年）3月に家電量販店の「デンキランド」に業態転換した[71]。

- アイクリス松戸店[45] → めがねギャラリー松戸店（松戸市松戸1-1231[75]、1981年（昭和56年）3月開店[39]）
店舗面積79m2[39]。

- きのはな松戸店（松戸市字向山1147-2[76]）

- デンキランド南柏店[60]（柏市）

#### 市原市
- 五井店（市原市五井南下町2768[41]、1963年（昭和38年）6月開店[77]）
2階建て[77]、店舗面積約683m2[77]。

- デンキランド五井店（市原市五井2766[67]、1980年（昭和55年）3月[44]）
店舗面積約634m2[44]。

#### 木更津市
- （初代）木更津店（木更津市中央2-5-2[40][41]、1966年（昭和41年）4月29日開店[78]）
鉄筋コンクリート造4階建て[78]、店舗面積約423m2[78]。

- （2代目）木更津店（木更津市富士見2-8-14[42]）
店舗面積約1,214m2[42]。

- 家具センター木更津店（木更津市[39]、1974年（昭和49年）9月開店[39]）
店舗面積1,343m2[39]。

- きのはな木更津店（木更津市木更津3-1-2[76]）

#### その他の千葉県
- 館山店 → リブ館山店（館山市北条浜通1821[41]、1963年（昭和38年）6月開店[48]）
店舗面積約337m2[42] → 約508m2[44]。

- 茂原店 → リブ茂原店（茂原市千代田町1-5[79]、1963年（昭和38年）11月開店[66]）
店舗面積約858m2[42] → 約997m2[44]。

- 八日市場店（八日市場市本町2457-1[41]）

- 四街道店（印旛郡四街道町1523[40]）
佐倉から移転する形で開設した[78]。

- デンキランド四街道店（印旛郡四街道町1523[46]、1978年（昭和53年）9月[39]）
店舗面積約155m2[39]。

- 佐倉サービスステーション（佐倉市新町167[1] - 1966年（昭和41年）閉鎖[78]）
第2銀映跡[80]。

- 八街サービスステーション（印旛郡八街町119[1] - 1966年（昭和41年）閉鎖[78]）

### 神奈川県
- アイクリス大和店[45] → めがねギャラリー大和店（大和市下和田上ノ原1216-1 ジャスコシティ大和ショッピングセンター内[81]、1979年（昭和54年）10月12日開店[81]）
店舗面積69m2[39]。
- めがねギャラリー日吉店[60]（横浜市港北区）

### 茨城県
- 水戸店（水戸市宮町2-2[2][5]、1969年（昭和44年）3月開店[82] - 1974年（昭和49年）閉店[49]）
売り場面積約1,385m2[83]

### 大阪府
- 大阪十三店（大阪市淀川区十三西之町2-17-2[19]、1970年（昭和45年）3月21日開店[19] - ?閉店）
鉄筋コンクリート造・地下1階・地上7階建て[19]、延べ床面積約3,264.54m2[19]

## 過去に存在した事業所
- 配送センター（江戸川区春江町3-24-5[49]）